# Olga Kaliturinová
Olga Viktorovna Kaliturinová (rusky: Ольга Викторовна Калитурина; * 9. března 1976 Rjazaň, Sovětský svaz) je bývalá ruská atletka, skokanka do výšky.
V roce 1994 se v portugalské metropoli Lisabonu stala juniorskou mistryní světa. O tři roky později uspěla na domácím šampionátu v Tule, kde zvítězila výkonem 196 cm a kvalifikovala se na MS v atletice. Na světovém šampionátu v Athénách ve finále překonala stejnou výšku a společně s Ukrajinkou Ingou Babakovovou na stupních vítězů obdržela stříbro. Mistryní světa se stala Norka Hanne Hauglandová, jež jako jediná uspěla napočtvrté na výšce 199 cm.
V roce 2000 skončila druhá na Brněnské laťce. Na halovém ME 2000 v belgickém Gentu vybojovala výkonem 196 cm bronzovou medaili. Bronz získala také na evropském šampionátu v Mnichově v roce 2002. V roce 2005 se stala vítězkou Beskydské laťky, kde vylepšila rekord mítinku na 194 cm. Ve stejném roce zvítězila také na Hustopečském skákání (195 cm).

## Osobní rekordy
- hala – (197 cm – 6. února 2002, Stockholm)
- venku – (198 cm – 7. srpna 2004, Moskva)